# Phil Hope
Pour les articles homonymes, voir Hope.
Philip Ian Hope (né le 19 avril 1955) est un homme politique du parti travailliste britannique qui est député de Corby de 1997 à 2010. Il occupe plusieurs postes ministériels pendant son mandat de député. Depuis janvier 2011, il est codirecteur de ImprovingCare .

## Jeunesse
Phil Hope est né à Battersea, le fils d'AG Hope, un commandant de la police métropolitaine, et de Grace Thorogood. Il fait ses études à la Wandsworth Comprehensive School  à Southfields et au St Lukes College, Exeter où il obtient un diplôme BEd en 1978. À sa sortie de l'université d'Exeter, il enseigne les sciences pendant un an à la Kettering School for Boys, avant de rejoindre le Conseil national des organisations bénévoles en 1979 en tant que conseiller en politique de la jeunesse. Il est nommé chef de l'Unité de ressources pour les jeunes volontaires au Bureau national de la jeunesse en 1982, avant de devenir consultant en gestion de Framework en 1985, devenant le directeur de la coopérative Framework in Print Publishing.

## Carrière parlementaire
Il rejoint le Parti travailliste en 1978 et le Parti coopératif en 1982. Il est élu conseiller du conseil d'arrondissement de Kettering en 1983, devenant le chef adjoint du groupe travailliste en 1986, avant de quitter le conseil en 1987. Il se présente sans succès à Kettering aux élections générales de 1992 où il arrive deuxième derrière le ministre des transports du Parti conservateur en exercice Roger Freeman de 11 154 voix. Il est élu au conseil du comté de Northamptonshire en 1993, devenant le président du groupe travailliste la même année, avant de démissionner en 1997. Il est élu à la Chambre des communes à l'élection générale de 1997 pour Corby, battant le député conservateur William Powell par 11 860 voix. Il prononce son premier discours le 14 mai 1997. Il reste député de Corby jusqu'aux élections de 2010 lorsqu'il est battu par le candidat conservateur.
Au parlement, il est nommé secrétaire parlementaire privé (PPS) de Nick Raynsford, ministre d'État de l'ancien ministère de l'Environnement, des Transports et des Régions en 1999, et après les élections générales de 2001, il est le PPS du Vice-Premier Ministre John Prescott. Il est promu au gouvernement de Tony Blair en 2003 en tant que sous-secrétaire d'État parlementaire, toujours sous John Prescott, au cabinet du vice-premier ministre. Il occupe le poste de sous-secrétaire parlementaire au ministère de l'Éducation et des Compétences après les élections générales de 2005 chargé de l'enseignement professionnel jusqu'à ce que le département soit dissous lors du remaniement le 28 juin 2007. Il devient secrétaire parlementaire responsable du troisième secteur, basé au Cabinet Office . À la suite d'un remaniement le 24 janvier 2008, il prend des responsabilités supplémentaires comme ministre des Midlands de l'Est. Il conserve ce dernier rôle mais quitte le Cabinet Office pour devenir ministre d'État au ministère de la Santé à la suite d'un remaniement en octobre 2008.

## Vie privée
Il épouse Allison Butt le 25 juillet 1980 à Chipping Sodbury et ils ont un fils (né en février 1984) et une fille (née en septembre 1986). Il est apparu une fois dans la série télévisée dramatique Z-Cars des années 1970. Diagnostiqué avec la maladie de Hodgkin en décembre 2006, Hope reçoit plus tard le feu vert après un traitement réussi  aux hôpitaux généraux de Kettering et de Northampton . Il est gouverneur de la Park Junior School et de la Montagu Secondary School à Kettering.
Il vit dans le village de Pipewell près de Kettering.

## Publications
- Ideas into Action: Handbook on Project Planning for Youth and Community Workers by Philip Hope, 1987, National Council for Voluntary Youth Services,  (ISBN 0-907518-29-X)
- Making the Break: Choices and Decisions Facing Young People Leaving Home by Philip Hope, 1989, CVS Advisory Service,  (ISBN 0-907829-57-0)
- Education for Citizenship: Resource Pack for Schools by Philip Hope, 1991, The Children's Society,  (ISBN 0-907324-59-2)
- View to Learn by Philip Hope and Warren Feek, 1991, ITV and Channel Four Community Education
- Making Best Use of Consultants by Philip Hope, 1992, Financial Times Prentice Hall,  (ISBN 0-582-09824-6)
- Diagnosis, Data Collection and Feedback in Consultancy by Philip Hope, 1994, Open University
- Education for Parenthood: A Resource Pack for Young People by Philip Hope, 1994, The Children's Society,  (ISBN 0-907324-75-4)
- Analysis and Action on Youth Health by Philip Hope, 1995, Commonwealth Youth Programme
- Performance Appraisal: A Handbook for Managers in Public Organisations by Philip Hope and Tim Pickles, 1995, Russell House Press,  (ISBN 1-898924-45-7)
- Tomorrow's Parents: Developing Parenthood Education in Schools by Philip Hope and Penny Sharland, 1997, Calouste Gulbenkian Foundation,  (ISBN 0-903319-79-9)
- User Involvement by Philip Hope and Sarah Hargreaves, 1997, Framework in Print
- Education for Parenthood: A Resource Pack for Young People by Philip Hope, 1998,  (ISBN 1-899783-10-5)